# Renato Ascencio León
Renato Ascencio León (León, México, 11 de maio de 1939 - León, 27 de junho de 2022) foi um clérigo católico romano mexicano e bispo emérito de Ciudad Juárez.

## Biografia
Renato Ascencio León realizou estudos eclesiásticos na sua diocese natal e em Roma, onde se especializou em Sagrada Liturgia. Recebeu o Sacramento da Ordem em 12 de junho de 1965. Colaborou na diocese de León como professor e reitor do Seminário, capelão dos idosos e capelão militar, cônego honorário, assistente eclesiástico de Cursilhos de Cristianismo, pároco e presidente da Comissão Diocesana de Liturgia e Vigário Episcopal da Pastoral Diocesana.
Em 19 de julho de 1988, o Papa João Paulo II o nomeou Prelado de Madera. O Núncio Apostólico no México, Dom Girolamo Prigione, o consagrou em 30 de agosto do mesmo ano; os co-consagradores foram o Bispo de Leão, Anselmo Zarza Bernal, e o Bispo de Mexicali, José Ulises Macías Salcedo.
Em 7 de outubro de 1994, João Paulo II o nomeou Bispo de Ciudad Juárez.
Durante o seu episcopado, Bispo Renato Ascencio atuou na Conferência Episcopal Mexicana (CEM) como chefe da comissão Pró-Colégio Mexicana, vogal do Apostolado Leigo, representante da Região Pastoral Norte, membro do Conselho Permanente e presidente da Comissão Episcopal da Mobilidade Humana. Devido a este último serviço, o Papa Bento XVI o nomeou ao Pontifício Conselho para a Pastoral dos Migrantes e Itinerantes.
Em 20 de dezembro de 2014, o Papa Francisco aceitou a renúncia de Renato Ascencio León por motivos de idade.

Mons. Renato Ascencio sofreu de diabetes por muitos anos, o que colaborou para fragilizar sua saúde. Faleceu aos 83 anos.